# ANOVA de Friedman
En statistique, l'ANOVA de Friedman aussi appelée ANOVA de Friedman par rangs est un test statistique non-paramétrique développé par Milton Friedman,,. C'est une alternative non-paramétrique à l'analyse de variance à un facteur avec mesures répétées. 
Un exemple d'usage est si l'on considère n personnes chargées de noter k vins différents, est-ce que certains des k vins sont constamment classés plus haut ou plus bas que les autres ?

## Conditions du test
Pour réaliser ce test il est nécessaire d'avoir des données arrangées de la même manière que pour une analyse de variance. Plus précisément, les valeurs de chaque niveau du facteur de mesure répétée doivent être contenues dans des variables distinctes.

## Procédure du test
Le test considère que les variables étudiées sont mesurées sur une échelle ordinale (c'est-à-dire avec des rangs). L'hypothèse nulle stipule que les différents échantillons sont issus de la même population, ou plus précisément de populations avec des médianes identiques. Par conséquent, l'interprétation des résultats de cette procédure est similaire à celle d'une ANOVA avec mesures répétées.